# Jessica Fièvre
Michèle-Jessica Fièvre (sinh ngày 29 tháng 4 năm 1981) hoặc đôi khi là MJ Fièvre, là một nhà văn và nhà giáo dục gốc Haiti, sống ở Florida từ năm 2002.
Cô sinh ra ở Port-au-Prince và được giáo dục ở đó, tiếp tục kiếm được một BEd từ Đại học Barry và một MFA về Viết sáng tạo từ Đại học Quốc tế Florida. Cô tự xuất bản cuốn tiểu thuyết bí ẩn đầu tiên của cô Lê Feu de la trả thù ở tuổi 16. Năm 19 tuổi, cô đã ký hợp đồng cuốn sách đầu tiên của mình cho một cuốn tiểu thuyết dành cho người lớn trẻ. Fièvre là biên tập viên cho tuyển tập năm 2001 Ainsi parla la terre/Tè a nhạt / So Spoke the Earth. Cô là thư ký cho Nhà văn Phụ nữ gốc Haiti, một tổ chức có trụ sở tại Florida. Cô đã xuất bản những câu chuyện bằng tiếng Anh và tiếng Pháp trên một số tạp chí văn học Mỹ. Cô đã làm việc như một dịch giả và thông dịch viên và giảng dạy tại một trường trung học ở Davie. Gần đây nhất, cô là giáo sư tại Miami Dade College. Fièvre là biên tập viên cho tạp chí văn học Sliver of Stone.
Cô là người đứng đầu công ty xuất bản Florida Lominy Books.

## Tác phẩm được chọn[1]
- La Bête, tiểu thuyết (1999)
- L'Homme au pardessus jaune, truyện (2000)
- Thalassophobie, tiểu thuyết (2001)
- La Statuette maléfique, văn học trẻ (2001)
- Les Hommes en Rouge: l'éclipse, tiểu thuyết (2003)
- La Bête II: Métamorphose, tiểu thuyết (2005)
- Les Fantasmes de Sophie, tiểu thuyết (2007)
- Le Fantôme de Lisbeth, văn học trẻ (2007)
- Sortilège haïtien, tiểu thuyết (2011)
- Tôi đang cưỡi, văn học thiếu nhi (2013), bằng tiếng Anh, tiếng Pháp và tiếng Creole [2]
- Một bầu trời màu sắc hỗn loạn, hồi ký (2015)